# Els ulls de la nit
Els ulls de la nit (títol original en coreà,  올빼미 ; transcrit com a Olbbaemi; lit. ‘Mussol’) és una pel·lícula dramàtica de thriller de Corea del Sud del 2022 dirigida per Ahn Tae-jin i protagonitzada per Ryu Jun-yeol i Yoo Hae-jin. Ambientada en el període Joseon, es basa en el misteri que envolta la mort del príncep hereu Sohyeon, que va tornar de la dinastia Qing al període Joseon Injo. El film es va estrenar el 23 de novembre de 2022. S'ha subtitulat al català.